# Pagode de viola
Pagode de viola (també coneguda com a pagode caipira o pagode sertanejo) és una variant de la música sertaneja brasilera, marcada pel ritme diferent donat per la manera de tocar junts el violão i la viola caipira, que incloïa un "retallat".
El pagode de viola és un vessant del ritme del catira, el primer tocat amb violão, i el segon, amb viola. Va ser inventat per Tião Carreiro el 1959, juntament amb Lourival dels Santos; com suggereix el nom, va ser fet per a ser executat en la viola caipira. Comunament és acompanyat pel ritme cipó negre, que pot ser executat per la mateixa viola caipira o, en la majoria dels casos, pel violão.
En aquest ritme, la parella va compondre "Jangadeiro Cearense", "Pagode em Brasília", "A Viola e o Violeiro" i d'altres. El 1979, Tião Carreiro va llançar l'LP O criador e o rei do pagode em solo de viola caipira.